# Ignace Michaux
Ignace Michaux (1979) is een Belgisch politicus van de CD&V en sinds 1 september 2022 de burgemeester van Ronse.

## Biografie
Michaux startte zijn carrière in 2000 op de protocoldienst van het Koninklijk Paleis in Brussel. Van 2008 tot 2013 was hij adviseur op het kabinet van de Minister van Defensie. Nadien vervolgde hij als adviseur op het kabinet van de Minister van Buitenlandse Handel (2014-2019). Sedert 2019 is hij adviseur bij Binnenlandse Zaken en Veiligheid.
Ignace Michaux werd op 1 september 2022 aangesteld als burgemeester van Ronse. Hij volgde Luc Dupont op, die sinds 2001 de burgemeesterssjerp droeg. Michaux was voor zijn installatie eerste schepen; in deze functie werd hij opgevolgd door Jan Foulon.